# Maxilla (geleedpotige)
De maxilla of tweede maxille is het derde paar aanhangsels dat fungeert als de monddelen bij geleedpotigen waaronder kreeftachtigen (Crustacea), zespotigen (Hexapoda) en duizendpotigen (Myriapoda). De andere monddelen zijn mandibel, eerste maxille en maxillipede(n).
De tweede maxille is bij vlokreeftjes opgebouwd uit een vrije, mediane lob en een buitenste lob.
De maxilla wordt hoofdzakelijk gebruikt bij het voeden. Aan de zijkant van de maxilla zit bij Decapoda een flap aangehecht, de scafognathiet, die een respiratorische functie heeft.